# ワット・プラタートチョーヘー
ワット・プラタートチョーヘーは、タイ王国プレー県プレー市にある仏舎利を祭る仏教寺院である。王室寺院としては最下級の第3級サーマンである。

## 歴史
国立図書館に所蔵されているスコータイ王朝に関する古文書などによると、1336年から1339年ごろ、当時プレーはスコータイ王朝の覇権下にあったが、当時、未だスコータイの副王であったリタイが建立したものとされている。
リタイはこのとき仏塔を建て、そこに仏舎利を埋め込み、7日7晩にわたる儀式を行ったとされている。その後、この仏塔はプラタート・チョーヘー（プレーの花輪の仏舎利・仏塔）と呼ばれるようになり、寺院もこれにワット（寺）を冠して呼ばれるようになった。
1924年、シーウィチャイ僧によって修復された。

## 主な施設・建造物
プラタート・チョーヘーは、高さは33メートルあり幅が10メートルある。なお、この仏塔はプレー県章に採用されており、県のスローガンや、市のスローガンにもその名が入っている。
本堂
神仏や森林の動物を描いた壁画がある。
ルワンポー・チョーヘー
本尊である。高さ4.5メートル、幅3.8メートルのチエンセーン様式の仏像で、900年以上の歴史があるともいわれている。
タンチャイ仏
1922年にシャン族のグループによって寄進された仏像。高さ1.2メートル、幅0.8メートルの禅定仏である。
シーウィチャイの遺骨
ワット・プラタートチョーヘーは、シーウィチャイ僧の遺骨が収められた寺院の1つである。

## プラタート・プラチャムピークート
プラタート・チョーヘーは、プラタート・プラチャムピークートの1つで、寅年生まれの人が巡礼すべき仏塔とされている。巡礼の際は以下の経文を唱えることが推奨される。
โกเสยัง ธะชัคคะ ปัพพะเต พุทธะธาตุ ปะติฏฐิตัง ปะสันเนนะ อะหังวันทามิ สัพพะทา อะหังวันทามิ ธาตุโย อะหังวันทามิ สัพพะโส
コーセーヤン・タチャッカ・パッパテー・プッタタートゥ・パティッティタン・パサンネーナ・アハンワンターミ・サッパターアハンワンターミ・タートゥヨー・アハンワンターミ・サッパソー